# Trichoglossus rubritorquis
El lori cuellirrojo (Trichoglossus rubritorquis) es una especie de ave de la familia de los loros (Psittacidae). Se distribuye por Australia. Tiene el cuello rojo y el bajo vientre negro. Anteriormente se consideraba una subespecie del lori arcoíris (Trichoglossus haematodus), pero hoy en día la mayoría de las autoridades principales lo consideran como especies separada.